# 라시스테르나 (칠레)
라시스테르나(스페인어: La Cisterna)는 칠레 산티아고 수도주 산티아고 현의 코무나이다.